# دختر ببر
دختر ببر (انگلیسی: Tiger Girl) یک فیلم در ژانر درام است که در سال ۲۰۱۷ منتشر شد. از بازیگران آن می‌توان به الا رامپف، ماریا-ویکتوریا دراگوس و فرانتس روگوفسکی اشاره کرد.